# Barche a vela ad Argenteuil
Barche a vela ad Argenteuil (Voiliers à Argenteuil) è un dipinto del pittore francese Gustave Caillebotte, realizzato intorno al 1888 e conservato al museo d'Orsay di Parigi.

## Descrizione
Gustave Caillebotte, celebre pittore impressionista nonché munifico mecenate dei suoi colleghi, era anche un rinomato velista. Argenteuil era un villaggio al quale era profondamente affezionato, poiché, nei suoi «esordi nautici», lì si era allenato nella conduzione di una barca a vela, ovviamente sotto la guida di equipaggi esperti, ed era lì che aveva disputato e vinto le sue prime gare. Una volta acquisita dimestichezza con l'imbarcazione approfondì la sua passione per la nautica e ne fornì anche un'interpretazione pittorica, come in questa tela denominata Barche a vela ad Argenteuil, oggi custodita al museo d'Orsay.
In questo dipinto Caillebotte raffigura una flottiglia di imbarcazioni di diporto dalle candide vele mentre navigano placidamente sulla Senna. Il primo piano viene individuato da un pontile di legno, mentre oltre le barche il fiume è ferito dai piloni di un viadotto ferroviario. Nell'estremo sfondo si dipanano le verdi colline di Sannois e di Orgemont, le quali consentono un'agile identificazione geografica del luogo rappresentato: siamo infatti ad Argenteuil, feudo di Claude Monet ed eldorado degli appassionati della navigazione da diporto.
Questa tela rivela l'ambivalenza stilistica per la quale Caillebotte nei propri dipinti si alterna da una pittura propriamente impressionista a un ordinato accademismo. In Barche a vela ad Argenteuil, infatti, Caillebotte sente l'abbacinante mobilità della luce e degli effetti cromatici: la resa pittorica dell'acqua, delineata da pennellate rapide e corsive, è indubbiamente impressionista. Egli, tuttavia rivela anche uno spiccato senso per la costruzione della composizione, qui impostata su un solido reticolo di linee orizzontali, verticali (il ponte, gli alberi) e diagonali (le vele, il pontile).